# Xã Monroe, Quận Jefferson, Indiana
Xã Monroe (tiếng Anh: Monroe Township) là một xã thuộc quận Jefferson, tiểu bang Indiana, Hoa Kỳ. Năm 2010, dân số của xã này là 374 người.